# Observatorio Archenhold
El Observatorio Archenhold (en alemán: Archenhold-Sternwarte), es un observatorio astronómico ubicado en Berlin-Treptow. Fue inaugurado en 1896 con la denominación de Observatorio Treptow, y en su día contaba con el telescopio más largo del mundo, con una distancia focal de 21 metros.
En 1946 cambió el nombre por el de su promotor y primer director, el astrónomo y divulgador científico Friedrich Simon Archenhold. Cuando fue inaugurado como Observatorio Treptow, el 1 de mayo de 1896, se estaba celebrando la Exposición universal de Berlín (la Große Berliner Gewerbeausstellung 1896).  Fue el primer observatorio público de Europa. Su nombre actual data de 1946, su 50 aniversario.

## Conferencias
Como divulgador científico, Archenhold invitó a muchos de los científicos e investigadores de su tiempo a dar conferencias en las instalaciones del observatorio, incluyendo el geólogo Alfred Wegener (1880-1930), los exploradores Roald Amundsen y Fridtjof Nansen y el físico Hermann Oberth. Asimismo, el 2 de junio de 1915, Albert Einstein dio allí su primera conferencia en público sobre su teoría de la relatividad.
El edificio principal actual fue construido en 1908-1909.

## Referencias

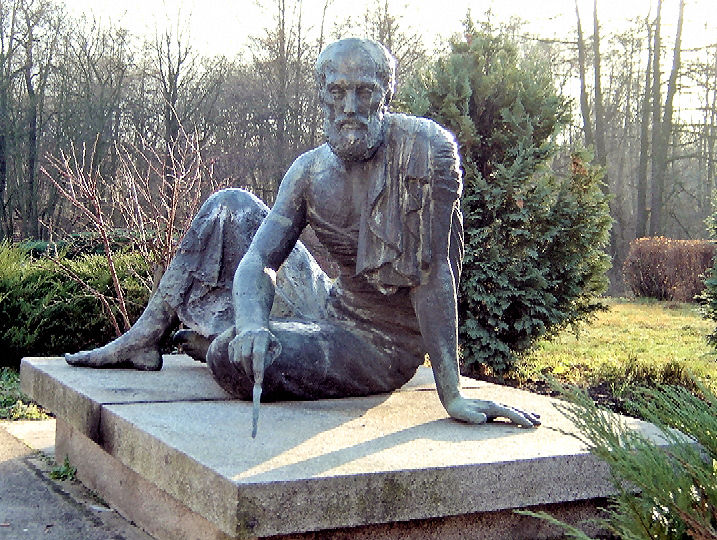
Estatua de bronce de Arquímedes ubicada en el observatorio Archenhold. Fue esculpida por Gerhard Thieme e inaugurada en 1972.